# Наумовский сельсовет (Курская область)
Нау́мовский сельсовет — муниципальное образование со статусом сельского поселения в Конышёвском районе Курской области Российской Федерации.
Административный центр — село Наумовка.

## История
Статус и границы сельсовета установлены Законом Курской области от 21 октября 2004 года № 48-ЗКО «О муниципальных образованиях Курской области».
Законом Курской области от 26 апреля 2010 года № 26-ЗКО в состав сельсовета включены населённые пункты упразднённого Макаропетровского сельсовета.

## Население
| 2002 | 2010 | 2012 | 2013 | 2014 | 2015 | 2016 |
| ---- | ---- | ---- | ---- | ---- | ---- | ---- |
| 929  | ↘761 | ↘689 | ↘642 | ↘599 | ↘567 | ↘536 |
| 2017 | 2018 | 2019 | 2020 | 2021 |      |      |
| ↘507 | ↘479 | ↘470 | ↘464 | ↗504 |      |      |

## Состав сельского поселения
| №  | Населённый пункт   | Тип населённого пункта       | Население |
| -- | ------------------ | ---------------------------- | --------- |
| 1  | Александровка      | хутор                        | ↘6        |
| 2  | Арсеньевка         | деревня                      | ↘0        |
| 3  | Белые Берега       | деревня                      | ↘4        |
| 4  | Васильевка         | деревня                      | ↘183      |
| 5  | Верхняя Соковнинка | село                         | ↘147      |
| 6  | Макаро-Петровское  | село                         | ↘164      |
| 7  | Наумовка           | село, административный центр | ↘116      |
| 8  | Никифоровка        | деревня                      | ↘83       |
| 9  | Первомайский       | хутор                        | ↘14       |
| 10 | Пески              | деревня                      | ↘0        |
| 11 | Соковнинка         | посёлок разъезда             | ↘14       |
| 12 | Троицкий           | хутор                        | ↘12       |
| 13 | Хатуша             | деревня                      | ↘18       |